# Je veux aller en prison
Pour plus de détails, voir Fiche technique et Distribution.
Je veux aller en prison (Хочу в тюрьму, Khotchou v tiourmou) est un film russe  réalisé par Alla Sourikova, sorti en 1998,.

## Synopsis
Le mécanicien Semion Liamkine (Vladimir Iline) peut réparer et assembler n'importe quoi, mais son usine licencie tous les ouvriers et Semion, chef de famille nombreuse, se retrouve à la rue. À la recherche d'un travail, Semion accepte une offre d'emploi d'une connaissance au hasard, ne se doutant pas qu'il dirige un gang criminel. Semion  réussit miraculeusement à éviter une rencontre avec la police. 
En pensant à la façon dont il pourrait entrer dans la clandestinité, Semion voit accidentellement une histoire sur une prison néerlandaise à la télévision. Il s'avère que dans les pays développés d'Europe, les prisonniers sont traités avec beaucoup d'humanité. Semion a une idée : partir à l'étranger (aux Pays-Bas), aller en prison là-bas et ainsi attendre la fin du moment dangereux - c'est-à-dire pendant que la justice russe le recherche. 
Il n'est pas facile de se rendre aux Pays-Bas. Et il est encore plus difficile d'enfreindre la loi pour se faire attraper. Pour tenter de convaincre un policier de l'arrêter, Liamkine peint une moustache et une barbe sur le portrait de la reine des Pays-Bas, offensant donc Sa Majesté, et reçoit une peine de quatre mois dans une prison néerlandaise. Après avoir été enfermé dans des conditions assez confortables, il rentre chez lui, où il se trouve confronté à nouveau à de vrais crimes.

## Fiche technique
- Titre français : Je veux aller en prison[3]
- Photographie : Grigori Belenki
- Musique : Viktor Lebedev
- Décors : Vladimir Filippov, Tatiana Razoumovskaïa
- Montage : Inessa Brojovskaïa

## Distribution
- Vladimir Iline: Semion Liamkine
- Natalia Goundareva: Macha
- Alla Kliouka: Marie
- Mikhaïl Petrovski: Chris van Horn
- Sergueï Batalov: Vovan
- Boris Chtcherbakov: Oleg Ivanovitch
- Kira Sourikova: référente
- Oleg Korytine: 1er policier
- Youri Lougovski: 2e policier
- Oleg Botcharov: le bandit
- Youri Doumtchev: le costaud
- Anatoli Kalmykov: l'homme au seau
- Yana Chivkova: le Petit Chaperon rouge

Les enfants de Liamkine:
- Natacha Korentchenko: Liouda
- Youlia Gousseva: Svetka
- Egor Akmen: Egor
- Igor Migounov: Igor

Les Hollandais:
- Chip Brey: Claude
- Tais Roovers: Vincent Bolen
- Jean-Marie Roos: Larry
- Michael Krass: le surveillant-chef
- Istvan Hestvo: vendeur
- Berdt Apeldorn: docteur
- Henk van der Sten: policier
- Frauka Fleringa: la juge